# Aspilota nevelskoii
Aspilota nevelskoii är en stekelart som beskrevs av Sergey A. Belokobylskij 2007. Aspilota nevelskoii ingår i släktet Aspilota och familjen bracksteklar. Inga underarter finns listade.